# جمال محمد حسن
جمال محمد حسن (بالصومالية: jamaal maxamed xasan)‏ (يونيو 1978) سياسي صومالي نجل الزعيم الراحل الحاج محمد حسن موسى رئيس بلدية طهر بمحافظة سناج، شغل جمال منصب وزير التخطيط والتعاون الدولي في الحكومة الفيدرالية الصومالية.  وعمل قبلها سفيرا فوق العادة في كينيا. 

## خلفية تاريخية
خدم جمال في السفارة الصومالية في كينيا كما عمل مستشارا للبعثة الدبلوماسية الأمريكية في نيروبي قبل أن يٌعين في 2 أبريل 2015 سفيرا لجمهورية الصومال في كينيا. 
قبل خدمته في السفارة الصومالي، عمل جمال كمستشار سياسي لممثل الولايات المتحدة الخاص في الصومال للشؤون السياسية والديمقراطية، وقضايا حقوق الإنسان.
عمل جمال قبل ذلك في الحكومة الكندية خلال إقامته هناك، كما عمل في جامعة كارلتون في أوتاوا.
حصل جمال على البكالوريوس في العلوم السياسية من جامعة كارلتون في أوتاوا، كما حصل على الماجستير والسياسة الخارجية من الجامعة نفسها.